# جنتا میورا
جنتا میورا (انگلیسی: Genta Miura؛ زادهٔ ۱ مارس ۱۹۹۵) بازیکن فوتبال اهل ژاپن است.
از باشگاه‌هایی که در آن بازی کرده‌است می‌توان به باشگاه فوتبال شیمیزو اس-پالس و باشگاه فوتبال گامبا اوساکا اشاره کرد.
وی همچنین در تیم ملی فوتبال ژاپن بازی کرده‌است.